# Jakubovka
Jakubovka (též nazývaná Jakubovský potok) je levostranný přítok potoka Rokytky, přítoku řeky Rokytné. Délka jeho toku činí 10,5 km. Plocha povodí měří 32,5 km².

## Průběh toku
Jakubovský potok pramení jihozápadně od Srnčího vrchu (683 m) v nadmořské výšce okolo 625 m, severně od Cidliny, jíž protéká níže po proudu. U Lesonic vzdouvá jeho hladinu rybník Utopenec a dále na jihu rybník Voráč, pod nímž společně s potokem Žlaby napájí rybník Vidlák (plocha 10,5 ha). To jeho tok klesá na nadmořskou výšku 480 m, pak vtéká do Jakubova. Za Jakubovem mu už zbývá jen 2,25 km do soutoku s Rokytkou, cestou k němu proteče Litohoří. Oba potoky se stékají v nadmořské výšce 455 m.

### Větší přítoky
- zprava – Žlaby

## Vodní režim
Průměrný průtok u ústí do Rokytky činí 0,1 m³/s.